# Polyalthia kingii
Polyalthia kingii este o specie de plante din genul Polyalthia, familia Annonaceae, descrisă de Baker f.. Conform Catalogue of Life specia Polyalthia kingii nu are subspecii cunoscute.